# Phyllotrichum mekongense
Phyllotrichum mekongense är en kinesträdsväxtart som beskrevs av Paul Lecomte. Phyllotrichum mekongense ingår i släktet Phyllotrichum och familjen kinesträdsväxter. Inga underarter finns listade i Catalogue of Life.